# Três Lagoas
Três Lagoas este un oraș în Mato Grosso do Sul (MS), Brazilia.